# Kamikawa (Hokkaidō)
Pour les articles homonymes, voir Kamikawa.
Kamikawa (上川町, Kamikawa-chō) est un bourg du district de Kamikawa (Ishikari), situé dans la sous-préfecture de Kamikawa, sur l'île de Hokkaidō, au Japon.

## Géographie

### Situation
Kamikawa est situé dans le nord-est de l'île de Hokkaidō.

### Municipalités limitrophes
| Aibetsu           | Shibetsu              | Takinoue |
| Tōma, Asahikawa   | Kamikawa              | Engaru   |
| Higashikawa, Biei | Kamishihoro, Shintoku | Kitami   |

### Démographie
Kamikawa avait une population estimée à 3 989 habitants en mars 2015. En septembre 2024, la population était de 3 131 habitants répartis sur une superficie de 1 049,47 km2.

### Hydrographie
Kamikawa est traversé par le fleuve Ishikari.

## Histoire
Le village de Kamikawa  a été séparé du village d'Aibetsu en 1918, le village nommé Kamikawa est en amont de la rivière Ishikari ce qui a une incidence sur sa dénomination. Il existe une théorie selon laquelle cette localité était préalablement appelée Peniun Glucotan (village des gens en amont) par le peuple aïnou[réf. nécessaire].

## Transports
Le bourg est desservi par la ligne principale Sekihoku de la JR Hokkaido à la gare de Kamikawa.

## Personnalités liées à la municipalité
- Sara Takanashi, spécialiste du saut à ski.

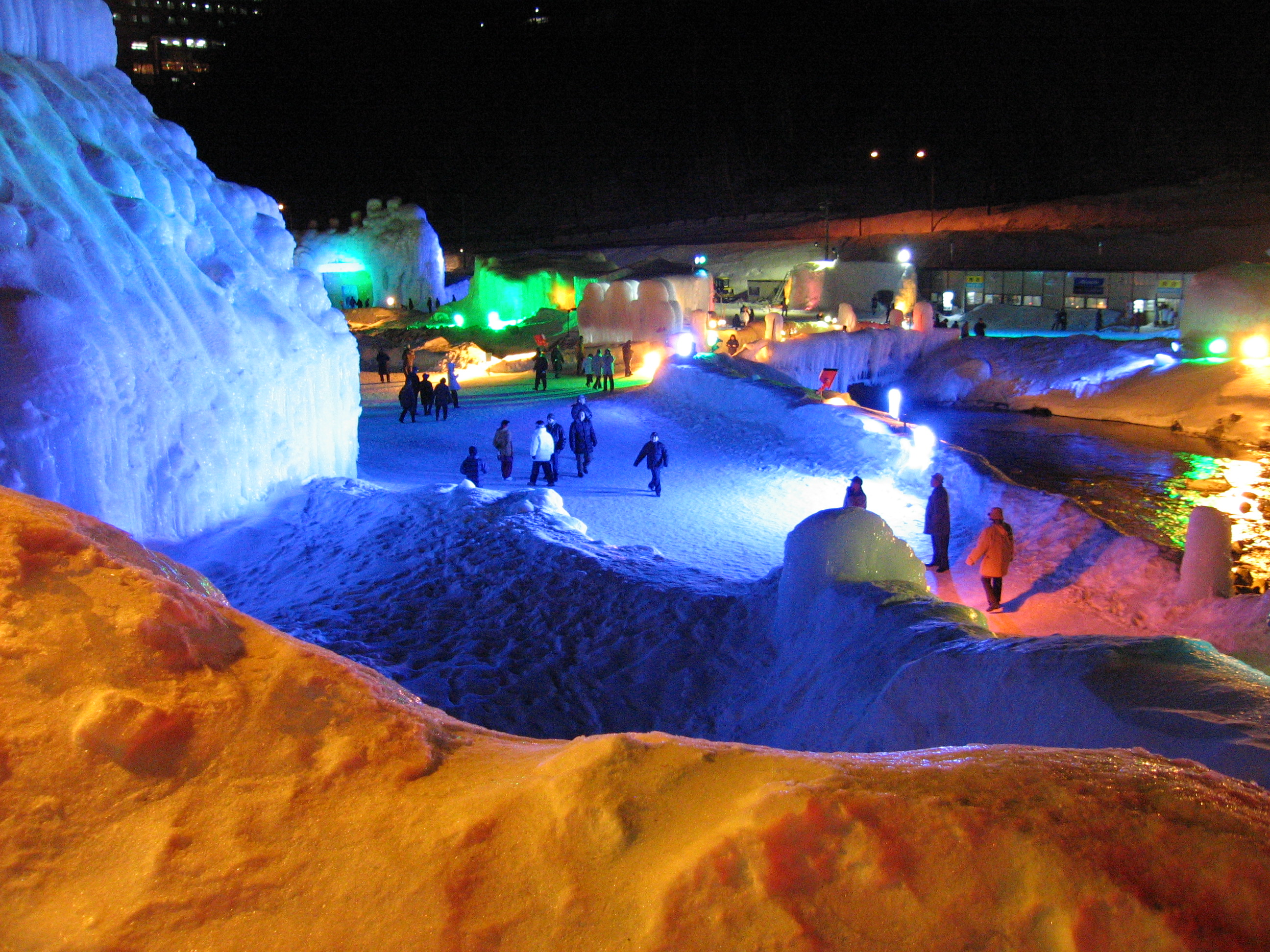
Sōunkyōhyōbaku matsuri, un des festivals traditionnels d'hiver les plus renommés d'Hokkaidō.